# 梵谷傳 (小說)

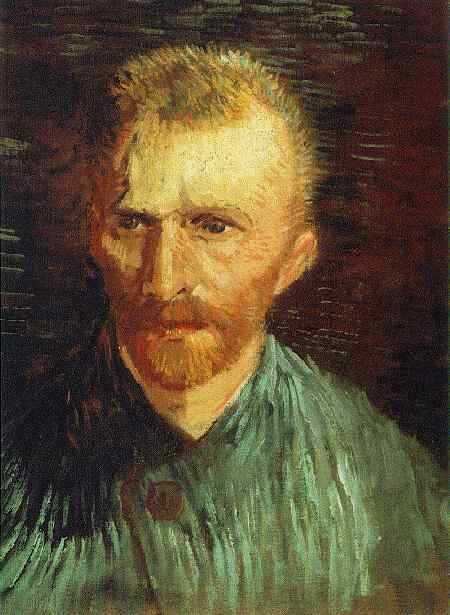
《梵谷自画像》, 1887年夏繪于巴黎，現藏于梵谷博物馆（F77v）

《梵谷传》（英語：Lust for Life，又译为《渴望生活》）是一部由美国传记小说家欧文·斯通根据荷兰著名画家梵谷的艰辛生活撰写的小说，1934年出版。
它也被改编成为了同名电影，由柯克·道格拉斯主演。这部电影得到四座奥斯卡金像奖提名，并且收获了其中一座。
它是斯通的第一部主要出版作品，主要以梵谷和他的画商弟弟特奧·梵谷的书信集为根据。 这些书信集是梵谷最为人所知的思想信念的根据。 斯通在后记中提到，他为本书做了大量的田野调查。
梵谷传最为人称道的，是它以特别的方式描述了众多梵谷名画，例如《吃土豆的人》、《向日葵》等的产生历程。斯通试图解读梵谷生活的艰辛，解读他的艺术家生涯是如何发展的。
这本书又被分拆为九本“小书”，并以梵谷曾经呆过的地方分别冠名：序幕是伦敦，接着分别是博里纳日，埃滕，海牙，巴黎，阿尔勒，圣雷米和奥佛。

## 中文翻译
| 国家     | 译者   | 出版社             | 出版年份 |
| -------- | ------ | ------------------ | -------- |
| 中国     | 刘明毅 | 上海人民美术出版社 | 1982年   |
| 中華民國 | 余光中 | 大地出版社         | 2001年   |
| 中国     | 常涛   | 北京出版社         | 2001年   |